# Ja-Ela
Ja-Ela (Singhala: ජා-ඇල, Tamil: ஜா-எல) ist eine Gemeinde (Urban Council) in Sri Lanka mit 31.232 Einwohnern (2012). Sie ist ein Vorort von Colombo, etwa 20 km nördlich des Stadtzentrums von Colombo gelegen. Ja-Ela liegt an der Straße A3, die sich am Ja-Ela-Knotenpunkt mit der Schnellstraße Colombo – Katunayake überschneidet.

## Bevölkerung
Die Mehrheit der Einwohner von Ja-Ela sind Singhalesen, daneben gibt es Minderheitsgemeinschaften wie Tamilen, Moors und Burgher.

## Verkehr
Dieser Vorort liegt an der Hauptstraße A3, zwischen der Gemeinde Colombo und der Gemeinde Negombo. Ja-Ela befindet sich in unmittelbarer Nähe des internationalen Flughafens Bandaranaike. Es gibt auch eine Bushaltestelle in Ja-Ela, die Zugang zu Colombo, Negombo und Gampaha bietet. Der Bahnhof Ja-Ela befindet sich an der Puttalam-Linie und wurde 1908 eröffnet. Er ist der vierte Bahnhof an der Strecke und liegt 22 km vom Bahnhof Colombo Fort entfernt.